# Giunta di Ricostruzione Nazionale
La Giunta di Ricostruzione Nazionale (in spagnolo Junta de Reconstrucción Nacional) guidò il Nicaragua dal 18 luglio 1979 al 10 gennaio 1985, anche se il potere effettivo fu nelle mani della direzione del Fronte Sandinista di Liberazione Nazionale.
I Sandinisti annunciarono la creazione di Giunta come governo provvisorio il 17 giugno 1979, mentre la guerra civile stava concludendo la fase finale della dittatura di Anastasio Somoza Debayle. La Giunta era composta da cinque membri, con Daniel Ortega come capo; due sandinisti, Sergio Ramírez e Moisés Hassan; e due indipendenti, Alfonso Robelo e Violeta Barrios de Chamorro.
Dopo la caduta di Somoza, divenne chiaro a Robelo e Chamorro che non esercitavano il potere effettivo. La Chamorro si dimise 19 aprile 1980, seguita da Robelo tre giorni dopo. Il 18 maggio, furono sostituiti da Arturo Cruz e Rafael Cordoba Rivas.
Nel novembre del 1984, si tennero le elezioni presidenziali che furono vinte dal Presidente della Giunta Daniel Ortega. La maggior parte degli osservatori internazionali dichiararono la regolarità delle elezioni, mentre i partiti di opposizione le boicottarono denunciando brogli sostenuti poi anche dagli Stati Uniti. Quando Ortega entrò in carica due mesi dopo la Giunta si sciolse.